# Ла-Рока-де-ла-Сьєрра
Ла-Рока-де-ла-Сьєрра (ісп. La Roca de la Sierra) — муніципалітет в Іспанії, у складі автономної спільноти Естремадура, у провінції Бадахос. Населення — 1518 осіб (2010).
Муніципалітет розташований на відстані близько 290 км на південний захід від Мадрида, 36 км на північний схід від Бадахоса.

## Демографія
Динаміка населення (INE ):